# Кихеи
Кихеи (гав. Kīhei) — статистически обособленная местность в округе Мауи (штат Гавайи, США).

## География и климат
Согласно Бюро переписи населения США статистически обособленная местность Кихеи имеет общую площадь 30,2 квадратных километров, из которых 24 км2 относится к суше и 6,2 км2 или 20,44 % — к водным ресурсам.
Считается, что поселение относится к южной части острова Мауи. Расположено на подветренной стороне вулкана Халеакала. Климат засушливый, в год выпадает не более 250 мм осадков.

## Демография
По данным переписи населения за 2000 год в Кихеи проживало 16 749 человек, насчитывалось 6 170 домашних хозяйства, 3 813 семей и 9 170 жилых домов.
Расовый состав Кихеи по данным переписи распределился следующим образом: 47,76 % белых, 6,74 % — чёрных или афроамериканцев, 0,48 % — коренных американцев, 24,72 % — азиатов, 7,85 % — коренных жителей тихоокеанских островов, 16,87 % — представителей смешанных рас, 1,58 % — других народностей. Испаноговорящие составили 1,52 % населения.
Из 6170 домашних хозяйств в 32 % — воспитывали детей в возрасте до 18 лет, 45,7 % представляли собой совместно проживающие супружеские пары, в 10,6 % семей женщины проживали без мужей, 38,2 % не имели семьи. 25,7 % от общего числа семей на момент переписи жили самостоятельно, при этом 4 % составили одинокие пожилые люди в возрасте 65 лет и старше. В среднем домашнее хозяйство ведут 2,7 человек, а средний размер семьи — 3,31 человек.
Население Кихеи по возрастному диапазону (данные переписи 2000 года) распределилось следующим образом: 25,1 % — жители младше 18 лет, 8,1 % — между 18 и 24 годами, 36,2 % — от 25 до 44 лет, 23,6 % — от 45 до 64 лет и 7 % — в возрасте 65 лет и старше. Средний возраст жителей составил 35 лет. На каждые 100 женщин приходилось 103,1 мужчин, при этом на каждые сто женщин 18 лет и старше приходилось 103,3 мужчин также старше 18 лет.

## Экономика
Средний доход на одно домашнее хозяйство Кихеи составил 46 215 долларов США, а средний доход на одну семью — 50 738 долларов. При этом мужчины имели средний доход в 33 229 долларов в год против 26 881 доллара среднегодового дохода у женщин. Доход на душу населения составил 21 591 доллар в год. 7 % от всего числа семей в местности и 10,1 % от всей численности населения находилось на момент переписи за чертой бедности, при этом 8,8 % из них были моложе 18 лет и 5,1 % — в возрасте 65 лет и старше.

## Научные учреждения
В Кихеи расположены несколько исследовательских центров, в том числе главный офис Национального морского заповедника горбатых китов на Гавайских островах, компаний генетических разработок и исследований «DEKALB Genetics Corporation» и «Monsanto Company», и Научно-исследовательский парк Мауи, который включает высокопроизводительный вычислительный центр Мауи (MHPCC), обсерваторию «Air Force Maui Optical and Supercomputing observatory» (AMOS) и Тихоокеанский центр стихийных бедствий (PDC).

## Фотогалерея
- Пляжный парк Камаоле, вид с севера
- Пляжный парк Камаоле, вид с юга

## Видеообзор
- Веб-камеры, установленные на нескольких пляжях Кихеи — Maui Beach Guide Архивная копия от 20 августа 2008 на Wayback Machine